# Lista de episódios de The Legend of Korra
A Lenda de Korra é um desenho animado lançada no Canal de Televisão infantil Americano Nickelodeon. A Série foi criada por Michael Dantee Bryan Konietzko, como sequência da série animada Avatar: A Lenda de Aang. A série possui 52 episódios e 4 temporadas. A história acontece no mesmo universo da animação original, em uma terra fictícia, habitada por pessoas que manipulam os elementos de água, terra, fogo e ar com uma habilidade conhecida como "dobra". Somente o "Avatar", descrito como a "personificação física do espírito do mundo", tem o poder de dobrar os quatro elementos e é o responsável por manter tanto o equilíbrio da natureza como o da paz entre as nações do mundo. Korra, a protagonista, é a próxima reencarnação do Avatar, depois de Aang, protagonista da série original. A Lenda de Korra ocorre setenta anos após os eventos finais de Avatar: A Lenda de Aang, e mostra como Korra aprendeu a dobrar o ar e enfrentou um "anti-dobra", líder de um grupo revolucionário chamado de Igualitários.

## Visão geral
| Livro | Livro      | Capítulos | Data de Lançamento (Estados Unidos da América)        | Data de Lançamento (Estados Unidos da América)         | Data de Lançamento (Brasil)                              | Data de Lançamento (Brasil)                                | Data de Lançamento (Portugal) | Data de Lançamento (Portugal) |
| Livro | Livro      | Capítulos | Início da Temporada                                   | Fim da Temporada                                       | Início da Temporada                                      | Fim da Temporada                                           | Início da Temporada           | Fim da Temporada              |
| ----- | ---------- | --------- | ----------------------------------------------------- | ------------------------------------------------------ | -------------------------------------------------------- | ---------------------------------------------------------- | ----------------------------- | ----------------------------- |
| 1     | Ar         | 12        | 14 de abril de 2012                                   | 23 de junho de 2012                                    | 8 de setembro de 2012                                    | 15 de dezembro de 2012                                     | 8 de setembro de 2012         | 25 de novembro de 2012        |
| 2     | Espíritos  | 14        | 13 de setembro de 2013                                | 22 de novembro de 2013                                 | 21 de fevereiro de 2014                                  | 4 de abril de 2014                                         | 21 de fevereiro de 2014       | 4 de abril de 2014            |
| 3     | Mudança    | 13        | 27 de junho de 2014 (TV) 1 de agosto de 2014 (online) | 25 de julho de 2014 (TV) 22 de agosto de 2014 (online) | 1 de novembro de 2014 (TV) 1 de outubro de 2014 (online) | 13 de dezembro de 2014 (TV) 13 de outubro de 2014 (online) | 6 de julho de 2015            | 22 de julho de 2015           |
| 4     | Equilíbrio | 13        | 3 de outubro de 2014 (online)                         | 19 de dezembro de 2014 (online)                        | 2 de maio de 2015 (TV)                                   | 13 de junho de 2015 (TV)                                   | 23 de julho de 2015           | 10 de agosto de 2015          |

## Lista de Episódios

### Livro 1 - Ar (2012)
| Nº na série | No. na temporada | Título                                                       | Direção                          | Roteiro      | Lançamento                                                        | Código |
| --- | ---------------- | ------------------------------------------------------------ | -------------------------------- | ------------ | ----------------------------------------------------------------- | ------ |
| 1 | 1                | "Bem-Vindo a Cidade da República / Welcome to Republic City" | Joaquim Dos Santos & Ki Hyun Ryu | Mike & Bryan | 14 de abril de 2012 8 de setembro de 2012 8 de setembro de 2012   | 101    |
| Após a morte do Avatar Aang, a Ordem do Lótus Branco descobre a nova Avatar, Korra. Nos próximos anos, Korra é treinada para dobrar a terra e a água, recentemente aprendendo a dobra do fogo. Os professores temem Korra está focada demais no lado físico da dobra ao invés do lado espiritual e nunca será capaz de aprender corretamente dobra de ar, e apesar de um idosa, Katara acredita no contrário. Tenzin, que é filho de Katara e Aang, é o único mestre existente da dobra de ar, adia a formação da dobra de ar de Korra para cuidar de assuntos em República City. Com a bênção de Katara, Korra foge de sua aldeia e segue para a Republic City atrás de Tenzin, onde ela o convence a treiná-la lá. Enquanto isso, Amon, o líder do grupo igualitários anti-dobradores, toma nota da chegada Korra na cidade e decide acelerar seus planos. |                  |                                                              |                                  |              |                                                                   |        |
| 2 | 2                | "Uma Folha no Vento / A Leaf in the Wind"                    | Joaquim Dos Santos & Ki Hyun Ryu | Mike & Bryan | 14 de abril de 2012 8 de setembro de 2012 9 de setembro de 2012   | 102    |
| Korra está vivendo no Templo da Ilha de Ar com Tenzin. Frustrada com sua incapacidade de dominar dobra de ar, ela vira suas atenções para a Arena República de Republic City de Pró-dobra, apesar da desaprovação de Tenzin á respeito do esporte. Ela foge para fora da ilha e faz amizade com dois irmãos, Mako e Bolin, que competem em jogos profissionais de dobra como parte da equipe Fire Ferrets. Korra é imediatamente atraída para Pró-Dobra do estilo de luta dinâmica e se junta a equipe de Mako e Bolin, quando seu companheiro de equipe na Dominação de Água não aparece, para desgosto de Mako. Korra tem dificuldade no início, quando ela descobre que a Pró-Dobra não é nada como a disputa que ela estava acostumada a ouvir. No entanto, ela começa a usar técnicas de dobra de ar instintivamente se esquivar de seus ataques adversários, vencendo a partida. Depois, Korra é complementado por Mako, mostrando que ele não acha que ela é uma fanática louca. Tenzin, que percebeu o desempenho da dobra de ar de Korra, relutantemente permite Korra continuar na Pró-Dobra e se juntar aos Fire Ferrets permanentemente. |                  |                                                              |                                  |              |                                                                   |        |
| 3 | 3                | "A Revelação / The Revelation"                               | Joaquim Dos Santos & Ki Hyun Ryu | Mike & Bryan | 21 de abril de 2012 15 de setembro de 2012 15 de setembro de 2012 | 103    |
| Para que colete dinheiro suficiente para pagar suas dívidas na pró-dobra, Bolin une-se à Ameaça Tripla para uma batalha próxima e desaparece. Mako e Korra, preocupados buscam Bolin na base da Ameaça Tripla, e encontram-no saqueado pelos Igualitários por membros da Ameaça. Os dois seguem Bolin seqüestrado para um evento Igualista, onde Amon mostra sua capacidade de permanentemente retirar a dobra. Korra e Mako consegue resgatar Bolin, e Amon decide deixá-los ir para que eles possam espalhar a palavra do seu poder. Korra retorna á Ilha do Templo de Ar e diz á Tenzin os acontecimentos do evento dos Igualista, que o leva a temer a revolução anti-dobra ainda maior. |                  |                                                              |                                  |              |                                                                   |        |
| 4 | 4                | "A Voz na Noite / The Voice in the Night"                    | Joaquim Dos Santos & Ki Hyun Ryu | Mike & Bryan | 28 de abril de 2012 22 de setembro de 2012 16 de setembro de 2012 | 104    |
| Com a revolução dos Igualitária próxima, o Conselheiro de Republic City, Tarrlok compõe uma força-tarefa com a intenção de lutar contra Amon. Korra inicialmente recusa as tentativas de Tarrlok a recrutá-la, embora, eventualmente, manipula-a a se juntar a força para seus próprios propósitos desviados. Para que o Avatar se torne um público-alvo dos Igualistas, Tarrlok vai criar uma divisão ainda maior entre dobradores e não dobradores, assim, obtendo apoio para sua revolução. O ataque da primeira força tarefa ocorre em um centro de treinamento dos Igualista e é bem sucedido, o que leva Korra para desafiar publicamente Amon para um duelo no Memorial da Ilha de Aang. Uma vez lá, no entanto, Korra cai em uma emboscada de Amon, e enquanto ela é subjugada, informa que ele não irá retirar sua dominação agora, porque depois ela vai se tornar um mártir para todos os dobradores reunirem-se e lutar. Ao invés disso, ele diz que pretende salvá-la para o que ele encena seu último plano para os dobradores do mundo. Amon a faz ficar inconsciente e Korra vê momentos flaskback a partir de quando Aang estava vivo na época em que a cidade foi fundada. Amon desaparece, e Tenzin chega para ajudar Korra que é deixada chorando nos braços dele, com medo e traumatizada. Enquanto isso, Mako quase é atropelado em Asami Sato e ela o convida para jantar. Para que aprenda sobre o obstáculo financeiro e mantenha os Fire Ferrets prontos no Campeonato de Pró-Dobra, ela o apresenta a seu pai, Hiroshi Sato, que concorda em patrocinar os Fire Ferrets e cobrir os seus orçamentos. Em outras palavras, eles são mostrados crescendo juntas romanticamente em um táxi no parque. |                  |                                                              |                                  |              |                                                                   |        |
| 5 | 5                | "O Espírito de Competição / The Spirit of Competition"       | Joaquim Dos Santos & Ki Hyun Ryu | Mike & Bryan | 5 de maio de 2012 29 de setembro de 2012 22 de setembro de 2012   | 105    |
| Korra e os Fire Ferrets estão a jogar no torneio Pró-Dobra, contra os Rabbaroos, graças ao seu patrocinador, Hiroshi Sato. Mako está namorando Asami Sato, para desgosto de Korra. Discretamente consulta Jinora, Ikki e Pema para aconselhamento sobre o que ela deve fazer, ela decide confessar a ele. Depois de derrotar os Rabbaroos e garantir seu lugar nas quartas de final, Korra declara seu amor a Mako, porém ele diz não corresponder o seu amor. Sentindo-se rejeitada e ferida, Korra concorda em ir em um "encontro" com Bolin, cujos sentimentos por ela estão crescendo. Durante o seu "encontro", Bolin e Korra encontram os Wolfbats, os atuais campeões do torneio, e eles saem, depois de uma reunião um pouco disfuncional. Mako briga com Korra por ela "iludir Bolin para enciumar Mako", mas Korra nega estar fazendo isso. O desempenho da equipe nas quartas de final, contra as Boarcupines, é uma bagunça, e só é ganha graças á Bolin. Mako e falar Korra, e ele admite que gosta dela mas que ele também gosta Asami. As amizades tornam-se divergentes, principalmente depois de Korra beijar Majo e deixar Bolin enciumado. Durante a sua última partida, Bolin está lesionado. Com Mako fora e Bolin seguindo logo depois, Korra tem que lutar três contra apenas ela, mas consegue derrubar todos os três para a vitória. Mako e Bolin entram num acordo entre si e com Korra, e Mako e Korra concorda em continuar amigos. Asami entra para felicitar os Fire Ferrets, e Korra agradece a ela por proporcionar-lhes a chance de competir. Asami é tocada por suas palavras. Enquanto Korra cura Bolin, os Wolfbats derrotam seu oponente em uma rodada, ferindo gravemente eles. |                  |                                                              |                                  |              |                                                                   |        |
| 6 | 6                | "E o Vencedor é... / And the Winner Is..."                   | Joaquim Dos Santos & Ki Hyun Ryu | Mike & Bryan | 12 de maio de 2012 3 de novembro de 2012 23 de setembro de 2012   | 106    |
| Korra e os Fire Ferrets se preparam para o campeonato Pró-Dobra, agora que uma ameaça paira sobre a arena. Amon faz um ultimato para a Cidade do Conselho República: ou eles cancelem o campeonato ou ele vai retaliar contra a cidade. Enquanto o Conselho considera ceder a suas exigências, a Chefe Lin Beifong assegura-lhes que ela e sua polícia de Dobradores de Metal podem proteger o estádio. Curiosamente, Tarrlok então convence o Conselho a deixar o campeonato continuar, apesar dos protestos de Tenzin. Tenzin avisa Lin Tarrlok que sóo pode estar brincando, mas ela insiste que ela pode lidar com aquilo. Ao conversar com Tenzin sobre as relações entre ele e a rochosa Lin, Korra descobre que eles já foram romanticamente envolvidos quando eram jovens. Durante o campeonato, os Wolfbats começam a usar truques sujos para chegar à frente dos Fire Ferrets. Todo mundo assume que os Wolfbats cometeu uma falta, mas o árbitro ignora a sua trapaça. Enquanto os Fire Ferrets colocam uma boa luta, eles são eliminados por nocaute total. Quando os Wolfbats comemoram sua vitória, Amon de repente ataca o estádio, neutralizando a polícia de dobradores de metal com tecnologia que permita a não-dobradores um poder semelhante aos dobradores: eletricidade. Os igualistas também rapidamente subjugam os Wolfbats. Amon, em seguida, critica os cidadãos de Republic City sobre a sua declaração de trapaças óbvias como aos campeões de pró-dobra, tira as habilidades dos Wolfbats, e anuncia que os igualistas agora tem a força para travar uma guerra total contra os dobradores de Republic City e, eventualmente, o mundo. Korra e Lin trabalham juntas para tentar capturar Amon, mas ele consegue escapar, depois de destruir o estádio de pró-dobra. Lin percebe que ela e Tarrlok tinha caído na armadilha de Amon, e Tenzin afirma que Republic City está em guerra. |                  |                                                              |                                  |              |                                                                   |        |
| 7 | 7                | "A Consequência / The Aftermath..."                          | Joaquim Dos Santos & Ki Hyun Ryu | Mike & Bryan | 19 de maio de 2012 10 de novembro de 2012 10 de novembro de 2012  | 107    |
| Quando Mako e Bolin vão para a Mansão de Asami e Hiroshi Sato, Korra suspeita que um de seus aliados está trabalhando para Amon. Korra ouve Hiroshi Sato participando de algo para os igualistas. Logo ela informa Lin Beifong, e Tenzin. Os três seguem para a fábrica para fiscalizar, mas não encontram nada. Mako, achando a ideia um absurdo, ameaça Korra e sua amizade. Enquanto isso, Korra e Asami começam a se gostar e a se descobrir cada vez mais. Na fábrica, um trabalhador atrai Korra e lhes dá a informação que eles estavam procurando. Porém era apenas uma cilada e Korra, Tenzin, e Beifong ficam presos na fábrica subterrânea por Hiroshi. Este testa sua mais nova invenção, um robô gigante. Mako e Bolin tentam salvá-los, mas são pegos por Hiroshi. Asami vê seu pai e finge se aliar a ele, em seguida lhe eletrocutando, dizendo antes que o ama. Eles escapam em um balão de ar, e a Chefe Bei Fong se demite, afirmando que vai ter seus dobradores de metal de volta usando táticas fora da lei. Korra desiste de Mako, porque ela sabe Asami precisa dele, então, convida Mako, Bolin, e Asami ficar na Ilha do Templo de Ar temporariamente. |                  |                                                              |                                  |              |                                                                   |        |
| 8 | 8                | "Quando Extremos se Encontram / When Extremes Meet"          | Joaquim Dos Santos & Ki Hyun Ryu | Mike & Bryan | 2 de junho de 2012 17 de novembro de 2012 11 de novembro de 2012  | 108    |
| Asami, Mako, e Bolin vão para a Ilha do Templo de Ar. Korra e Tenzin assistem à cerimônia do novo chefe da polícia, o Chefe Saikhan, que elogia Tarrlok como sendo a única pessoa capaz de reprimir os igualistas e promete apoiar a sua força-tarefa. Quando Korra se recusa a voltar a se juntar á força-tarefa de Tarrlok, ele lhe chama de uma Avatar em Treinamento. Para Tenzin, Korra expressa frustração com sua incapacidade de dobrar o ar. Tenzin explica como Aang teve a ajuda de suas vidas passadas, quando ele estava aprendendo e pede para que Korra medite sobre suas "visões", achando que Aang pode estar tentando se comunicar com ela. Asami, Mako, Bolin, e Korra combatem os igualistas com sucesso, mas Tarrlok adverte Korra não ficar em seu caminho. Na manhã seguinte, uma nova lei de Tarrlok é aceitada, tornando o envolvimento igualista ilegal e colocando um toque de recolher em todos os não-dobradores da cidade. A equipe Avatar espera encontrar um grande grupo igualista, mas só encontram um enorme grupo de cidadãos não-dobradores nervosos, pois a policia havia retirado a energia de toda a cidade. Korra tenta libertá-los, mas Tarrlok prende seus amigos para impedi-la. Tenzin descobre que ele não pode fazer nada até a reunião do conselho de manhã, então Korra decide enfrentar Tarrlok si mesma. Ela diz que ele está perseguindo não-dobradores exatamente como Amon diz que eles são. Tarrlok tenta chantageá-la para a liberdade dos seus amigos, mas Korra se recusa. Eles lutam, e quando Korra estava na melhor, Tarrlok usa a dominação de sangue para detê-la. Quando Korra pergunta como ele pode fazer isso sem uma lua cheia, ele responde que há um monte de coisas que ela não sabe sobre ele. Korra tem um flashback de Aang e os outros que lutam um dobrador de sangue e Tarrlok lhe sequestra. |                  |                                                              |                                  |              |                                                                   |        |
| 9 | 9                | "Fora do Passado / Out the Past"                             | Joaquim Dos Santos & Ki Hyun Ryu | Mike & Bryan | 9 de junho de 2012 24 de novembro de 2012 17 de novembro de 2012  | 109    |
| Tarrlok esconde Korra em uma cabana numa montanha de neve, e mente publicamente dizendo que ela foi raptada pelos igualistas. Ao saber disso, Lin Beifong liberta os amigos Korra da cadeia. Com Tenzin, eles se infiltram no esconderijo dos igualistas, mas apenas encontram os oficiais da polícia dobradores de metal de Lin, e não a Avatar. De volta á Prefeitura, uma testemunha expõe o crime de Tarrlok, e ele foge à sua cabana usando a dobra de sangue para deixar Lin, Tenzin, Mako e Bolin inconscientes. Trancada em uma caixa de metal, Korra tenta meditar para obter uma visão mais completa do passado de Aang: Quarenta e dois anos atrás, o mafioso Yakone escapou de seu julgamento usando dobra de sangue no tribunal em sua apresentação, mas Aang lhe recapturou e lhe retirou sua dobra. Korra deduz, e Tarrlok confirma que ele é filho Yakone, e que tenta como seu pai, governar Republic City. Quando os igualistas chegam à montanha, Tarrlok tenta a dobra de sangue contra Amon, mas esta se torna ineficaz contra ele, que remove a dobra de Tarrlok. Korra escapa para os bosques, enfraquecida e com a ajuda de Naga, retorna á cidade. Asami parece estar com ciúmes de Korra e Mako. |                  |                                                              |                                  |              |                                                                   |        |
| 10 | 10               | "Alterando os cursos / Turning the Tides"                    | Joaquim Dos Santos & Ki Hyun Ryu | Mike & Bryan | 16 de junho de 2012 1 de dezembro de 2012 18 de novembro de 2012  | 110    |
| Korra é levada até a casa de Tenzin. Korran conta que Tarrlok é filho de Yakone, e que Tarrlok perdeu sua dobra, deixando Lin e Tenzin assustados. Tenzin concluí que Amon está chegando na fase final de seu plano. Pema passa mal mas diz que não é nada. Asami e Mako discutem por causa do beijo de Korra e Mako. Lin fica na casa de Tenzin para cuidar de Pema e seus filhos. Os igualistas capturam todos os conselheiros menos Tenzin que consegue fugir. A Cidade da República é atacada pelos Igualistas, e Tenzin fica no comando da cidade. Amon e Hiroshi Sato chegam na Cidade da República. Tenzin manda um telegrama para o general das Forças Unidas. A Cidade da República começa a cair cada vez mais. Korra, Mako, Bolin, Asami e Tenzin conseguem derrubar a armada de Amon, mas os igualistas continuam a atacar. A casa de Tenzin é atacada. Pema revela que o bebe está para nascer no meio da luta. Lin quase perde a luta, mas as crianças de Tenzin demonstram grande poder ajudando Lin a derrotar os igualistas que atacam a casa de Tenzin. Nasce o filho de Tenzin e Pema e eles colocam o nome de Rohan. Lin diz a Tenzin que ele e sua família precisam fugir, pois são os ultimos dominadores de ar que existem, então eles e Lin fogem no bisão Oogi. Os igualistas seguem o bisão de Tenzin. Mako, Korra, Bolin e Asami ficam na casa de Tenzin, e são atacados pelos igualistas, mas conseguem fugir. Lin percebe que os igualistas estão seguindo Tenzin e sua família, e decide enfrenta-los, e Tenzin não consegue impedi-la. Lin demonstra grande poder de dominadora de metal, derrubando um dos dirigiveis dos igualistas, mas acaba capturada. Amon diz a Lin que se ela contar onde Korra está ele não retira sua dominação, mas ela diz que ele é um monstro e que ela não vai contar, e Amon retira sua dobra. O general das Forças Unidas recebe o telegrama de Tenzin, e diz para mandarem uma resposta dizendo que vai chegar em 3 dias, e revela que mal pode esperar para ajudar a recuperarem a Cidade da República. O general é chamado de Iroh. |                  |                                                              |                                  |              |                                                                   |        |
| 11 | 11               | "Esqueletos no Armário / Skeletons in the Closet"            | Joaquim Dos Santos & Ki Hyun Ryu | Mike & Bryan | 23 de junho de 2012 15 de dezembro de 2012 24 de novembro de 2012 | 111    |
| Korra e seus amigos se escondem no subterraneo junto com os desabrigados esperando a ajuda do general Iroh, o qual é impedido de chegar a cidade devido a minas e aeronaves dos Igualistas. Korra salva Iroh de se afogar, ela decide enfrentar Amon com a ajuda de Mako, eles se infiltram na ilha do templo do ar. Eles encontram Tarrlok preso, que revela que Amon é seu irmão Noatak e que também é um dobrador de sangue em busca de vingança. Enquanto isso Asami, Iroh e Bolin atacam os igualistas nas montanhas para impedir que a tripulação do comandante Bumi, irmão de Tenzin, seja atacada. |                  |                                                              |                                  |              |                                                                   |        |
| 12 | 12               | "Fim de Jogo / Endgame"                                      | Joaquim Dos Santos & Ki Hyun Ryu | Mike & Bryan | 23 de junho de 2012 15 de dezembro de 2012 25 de novembro de 2012 | 112    |
| Asami, Iroh e Bolin são capturados pela tropa de igualistas comandada por Hiroshi Sato. Eles conseguem escapar com a ajuda de Naga, Asami e Bolin enfrentam Hiroshi enquanto isso Iroh persegue e destroi a força áerea dos igualistas. Korra e Mako enfrentam Amon na arena tentando fazer com que ele se exponha. Amon capturou Tenzin e sua família, Korra e Mako lutam para libertar Tenzin e sua família, impedindo o plano dele de remover sua dobra de ar para todos os espectadores. Mas Amon captura Korra e Mako em seguida remove a dobra de Korra, no momento em que Amon vai remover a dobra de Mako, Korra joga Amon na água com uma dobra de ar bem sucedida, com isso ela consegue mostrar publicamente que Amon é realmente um dobrador de água. Amon e Tarrlok fogem, mas Tarrlok utiliza uma luva do igualistas para destriur o motor do barco em que estão, causando uma explosão. Depois no pólo sul, Katara tenta recuperar a dobra de água, fogo e terra de Korra, não obtendo éxito. Korra foge para um penhasco, onde Aang e os demais avatares anteriores aparecem, e Aang recupera a conexão com os outros 3 elementos, explicando que seu desânimo permitiu que seu bloqueio espiritual fosse quebrado. Korra e Mako se beijam, Korra entra no seu estado de avatar e recupera a dobra de Lin Beifong. |                  |                                                              |                                  |              |                                                                   |        |

### Livro 2 - Espíritos (2013)
O livro 2 tem um total de 14 episódios e data de estreia definida para Setembro de 2013.
| Nº na série | No. na temporada | Título                                               | Direção    | Roteiro                 | Lançamento                                         | Código |
| --- | ---------------- | ---------------------------------------------------- | ---------- | ----------------------- | -------------------------------------------------- | ------ |
| 13 | 1                | "Espírito Rebelde / Rebel Spirit"                    | Colin Heck | Tim Hedrick             | 13 de setembro de 2013 21 de fevereiro de 2014 TBA | 113    |
| Após seis meses depois que Amon foi derrotado, Korra continua vivendo em Cidade República e treinando com Tenzin, ela decide junto com Tenzin e sua família incluindo comandante Bumi, além de Mako, Bolin e Asami irem para a tribo da Água do Sul participarem de um festival. Korra reencontra sua família juntamente com a chegada do seu tio Unalaq e seus primos Eska e Desna que vieram da tribo da Água do Norte. Porém quando chegam a tribo da Água do Sul espíritos começam a aparecer. |                  |                                                      |            |                         |                                                    |        |
| 14 | 2                | "As Luzes do Sul / The Southern Lights"              | Ian Graham | Joshua Hamilton         | 13 de setembro de 2013 21 de fevereiro de 2014 TBA | 114    |
| Korra fica sabendo de uma maneira de deter do os espíritos antes que ataquem novamente a Tribo da Água do Sul através de Unalaq. Ela decide que não quer mais que Tenzin seja o seu mestre, além de descobrir a verdade sobre o passado de Tonraq. Tenzin decide tirar férias com a sua família, Bumi e Kya vão juntos com ele para o Templo do Ar do Sul. Já Korra parte para uma região do polo sul para fechar o portal que interliga o mundo dos espíritos com a Tribo da Água do Sul junto de Unalaq, Desna e Eska, além de Tonraq, Mako e Bolin. Porém Tonraq decide voltar para a tribo, após Korra fechar o portal uma Aurora Boreal aparece no céu da Tribo da Água do Sul e ao mesmo tempo a tropa marinha da tribo da Água do Norte aparece nos mares da Tribo da Água do Sul. |                  |                                                      |            |                         |                                                    |        |
| 15 | 3                | "Guerras Civis parte 1 / Civil Wars part 1"          | Colin Heck | Mike Dante Dimartino    | 20 de setembro de 2013 28 de fevereiro de 2014 TBA | 115    |
| Após a chegada das tropas da Tribo da Água do Norte, os militares do norte começam a tomar conta da Tribo da Água do Sul. Enquanto isso Tenzin segue de férias e recordando suas férias com o avatar Aang, porém Tenzin esquece que só ele participava dessas férias e que Bumi e Kya não estavam presentes nelas. Pema percebe que Ikki desapareceu, Tenzin, Bumi e Kya decidem ir em busca de Ikki. Tonraq está com Varrick e vários membros da tribo da Água do Sul pensando sobre como reagir a essa invasão do norte ao sul. Tenzin fica irritado com Kya e Bumi e manda eles voltarem para o templo, já Unalaq está sendo sequestrado por alguns membros da Tribo da Água do Sul, porém Korra salva ele a tempo e prende os sequestradores. Após isso Korra volta para casa para pedir desculpa aos seus pais. |                  |                                                      |            |                         |                                                    |        |
| 16 | 4                | "Guerras Civis parte 2 / Civil Wars part 2"          | Ian Graham | Mike Dante Dimartino    | 27 de setembro de 2013 28 de fevereiro de 2014 TBA | 116    |
| Após os pais de Korra serem presos injustamente acusados de traição, por tentarem sequestrar Unalaq. Korra tem que decidir como evitar uma guerra e salvar a vida de seus pais, Mako tenta dar apoio a Korra. Tenzin continua sozinho em busca de Ikki que está desaparecida, após brigar com Bumi e Kya. Enquanto isso Bolin, está tentando fugir de Eska que por sua vez decide-se que quer casar com Bolin. Asami tenta descobrir onde está Varrick, nesse momento acontece o julgamento dos pais de Korra e das outras pessoas que estavam tentando sequestrar Unalaq. Após a decisão do juiz, Sonna é inocentada e os demais são considerados culpados. Korra vai atrás do juiz e descobre que Unalaq havia forjado o resultado do julgamento, além de ficar sabendo de outras coisas. Tenzin encontra Ikki sozinha em uma caverna com alguns bisões voadores e eles conversam e brincar por um tempo com os bisões e resolvem voltar para o Templo do Ar do Sul. |                  |                                                      |            |                         |                                                    |        |
| 17 | 5                | "Mantenedores da paz / Peacekeepers"                 | Colin Heck | Tim Hedrick             | 4 de outubro de 2013 7 de março de 2014 TBA        | 117    |
| Quando o Presidente da República Unida se recusa a ajudar Korra, ela decide fazer justiça com suas próprias mãos. |                  |                                                      |            |                         |                                                    |        |
| 18 | 6                | "Operação disfarçada / The Sting"                    | Ian Graham | Joshua Hamilton         | 11 de outubro de 2013 7 de março de 2014 TBA       | 118    |
| Quando a atividade da Triad ameaça colocar Indústrias futuras fora do negócio, Mako realiza uma investigação e descobre uma conspiração muito maior. |                  |                                                      |            |                         |                                                    |        |
| 19 | 7                | "Primórdios parte 1 / Beginnings part 1"             | Colin Heck | Michael Dante DiMartino | 18 de outubro de 2013 14 de março de 2014 TBA      | 119    |
| Korra é levada para um templo, onde uma senhora descobre que ela esta com magia negra empregnada e que pode destruir o Espírito Avatar, e destruir a era do Avatar. Korra parte numa jornada em sua vida anterior, onde viveu como Wan, o primeiro Avatar. Wan, um menino pobre, que rouba pra dar o que comer para dois amigos, vai pra a Floresta Espiritual com um grupo de guarda, após receber o poder do fogo (dobra do fogo) por uma Tartaruga Leão Gigante. Depois ele foge pra casa e tenta roubar comida com alguns aldeões no palácio da cidade, onde apenas ele é descoberto e banido para a Floresta Espiritual, mas com a dobra do fogo. Na floresta durante 2 anos ele consegue encontrar uma amizade entre ele e os espíritos, além de conseguir aprimorar a sua dobra de fogo junto aos dragões, até que ele queria seguir viagem para o conhecer o mundo. Em uma de viagens, ele vê dois espíritos imensos, Raava e Vaatu, brigando e exige que ambos parem, mas Raava pede para ir embora, ele utiliza sua dobra de fogo para separalos, e consequetemente consegue, mas não sabia do risco em que estava botando o mundo, pois ele acaba de separar o espírito da bondade (Raava) e o da maldade (Vaatu). |                  |                                                      |            |                         |                                                    |        |
| 20 | 8                | "Primórdios parte 2 / Beginnings part 2"             | Ian Graham | Tim Hendrick            | 18 de outubro de 2013 14 de março de 2014 TBA      | 120    |
| O espírito de Wan mostra a Korra como aprendeu os outros três elementos e a razão pela qual ele finalmente se fundiu com Raava e se tornou o primeiro Avatar. Sua história faz Korra perceber o que ela deve fazer, a fim de restabelecer o equilíbrio entre os mundos físico e espiritual. |                  |                                                      |            |                         |                                                    |        |
| 21 | 9                | "O guia / The guide"                                 | Colin Heck | Joshua Hamilton         | 1 de novembro de 2013 21 de março de 2014 TBA      | 121    |
| Korra procura a ajuda de Tenzin para entrar no Mundo Espiritual pela primeira vez. No entanto, suas tentativas revelam-se inúteis até Jinora vir em auxílio de Korra. Enquanto isso, Mako e Asami reacendem seu relacionamento, embora a investigação de Mako em assuntos de Varrick leva a prisão do dominador de fogo. |                  |                                                      |            |                         |                                                    |        |
| 22 | 10               | "Uma nova era espiritual / A new age spiritual"      | Ian Graham | Tim Hedrick             | 8 de novembro de 2013 21 de março de 2014 TBA      | 122    |
| Depois de chegar com sucesso no Mundo Espiritual, Korra e Jinora se separam. Jinora acaba na Biblioteca de Wan Shi Tong, onde ela é capturada por Unalaq. Korra encontra-se em uma floresta escura como uma garota de quatro anos de idade, onde se encontra com o espírito de Iroh. Com a ajuda do ex-general da Nação do Fogo, ela ajuda um pássaro espírito do dragão perdido, que por sua vez a ajuda a encontrar os portais espirituais. Lá, ela é forçada por seu tio para abrir o portal do Norte, para que ele não destrua a alma de Jinora. |                  |                                                      |            |                         |                                                    |        |
| 23 | 11               | "Noite das mil estrelas / Night of a thousand stars" | Colin Heck | Joshua Hamilton         | 15 de novembro de 2013 28 de março de 2014 TBA     | 123    |
| No Pólo Sul, Tonraq e seus rebeldes são derrotados por Unalaq e suas forças. Enquanto isso, em Cidade República, Bolin impede quatro dobradores de água de seqüestrar o presidente Raiko e sua esposa. Depois de uma breve batalha, as forças de dominação de terra revelam Varrick como o cérebro por trás da trama, levando a sua prisão. Com as alegações de Mako provadas corretas, ele é libertado da prisão. Korra, Tenzin e sua família retornam a Cidade República para reunir reforços para viajar para o sul, a fim de evitar que Unalaq liberte Vaatu e destrua o mundo. Quando Raiko se recusa a enviar as Forças Unidas, Mako, Bolin e Asami os acompanha no navio de guerra do Varrick. |                  |                                                      |            |                         |                                                    |        |
| 24 | 12               | "Convergência harmônica / Harmonic convergence"      | Ian Graham | Tim Hedrick             | 15 de novembro de 2013 28 de março de 2014 TBA     | 124    |
| Depois de deixar o corpo sem espírito de Jinora sob os cuidados de Katara, Korra e seus amigos tentam romper as defesas do Norte, a fim de alcançar o portal espiritual do sul. Embora inicialmente sem sucesso, eles conseguem entrar no Mundo Espiritual, onde Bumi, Kya, e Tenzin vão em busca do espírito de Jinora, enquanto Mako e Bolin distraem Unalaq para dar Korra o tempo para fechar o portal. No entanto, a Convergência Harmônica começa antes que Korra possa fechar o portal, e Vaatu consegue se libertar de sua prisão dentro da Árvore do Tempo. |                  |                                                      |            |                         |                                                    |        |
| 25 | 13               | "O cair das trevas / Darkness falls"                 | Colin Heck | Joshua Hamilton         | 22 de novembro de 2013 4 de abril de 2014 TBA      | 125    |
| Korra não pode impedir Vaatu e Unalaq de fundirem formando o Avatar das Trevas, e os dois Avatares batalham para decidir o destino do mundo. Vaatu consegue extrair Raava do corpo de Korra e destrói o espírito de luz, efetivamente cortando a ligação de Raava aos Avatares do passado. Enquanto isso, no Mundo Espiritual, Bumi, Kya, e Tenzin conseguem rastrear e salvar o espírito de Jinora do Fog of Lost Souls. No entanto, antes que eles possam voltar, Jinora sente que Korra está em apuros e deixa a família, a fim de ajudar. |                  |                                                      |            |                         |                                                    |        |
| 26 | 14               | "Luz na escuridão / Light in the dark"               | Ian Graham | Michael Dante DiMartino | 22 de novembro de 2013 4 de abril de 2014 TBA      | 126    |
| Tenzin insiste para Korra se conectar com seu próprio espírito, a fim de derrotar Unalaq. Enquanto meditava na Árvore do Tempo, ela consegue aproveitar a energia do universo e o astral se projeta, instigando uma briga com Unalaq em Cidade República. Após uma intervenção do espírito de Jinora, que traz luz residual de Raava de volta ao mundo e ilumina o Avatar das Trevas, Korra consegue extrair Raava dele, antes de utilizar a sua própria técnica de purificação para dissipar the Espírito das Trevas. Ela volta para o mundo espiritual, onde utiliza a última energia da Convergência Harmônica para fundir permanentemente com Raava novamente, embora a conexão com os Avatares do passado não pode ser restaurada. Korra deixa ambos os portais espirituais abertos, inaugurando o mundo a uma nova era onde os espíritos e a humanidade podem viver em harmonia. |                  |                                                      |            |                         |                                                    |        |

### Livro 3 - Mudança (2014)
O livro 3 tem um total de 13 episódios e data de estreia definida para Junho de 2014.
| Nº na série | No. na temporada | Título                                               | Direção        | Roteiro                       | Lançamento                                                                                              | Código |
| --- | ---------------- | ---------------------------------------------------- | -------------- | ----------------------------- | --- | ------ |
| 27 | 1                | "Um Sopro de Ar Puro / A Breath of Fresh Air"        | Melchior Zwyer | Tim Hedrick                   | 27 de junho de 2013 1 de novembro de 2014 1 de outubro de 2014 (online) 6 de julho de 2015              | 201    |
| Avatar Korra descobrirá que sua decisão de deixar os portais espirituais abertos trouxeram umas consequências inesperadas. Espiritos selvagens cresceram em Cidade Republica e alguns dominadores de Ar surgiram de várias localidades do mundo. |                  |                                                      |                |                               | |        |
| 28 | 2                | "Renascimento / Rebirth"                             | Colin Heck     | Joshua Hamilton               | 27 de junho de 2013 2 de novembro de 2014 2 de outubro de 2014 (online) 7 de julho de 2015              | 202    |
| Korra, Tenzin e o Time Avatar começam suas buscas por novos dominadores de Ar, com a intenção de recrutá-los e reconstruir a Nação do Ar. Enquanto isso, uma gangue de criminosos estão organizando uma caça ao Avatar. |                  |                                                      |                |                               | |        |
| 29 | 3                | "A Rainha da Terra / The Earth Queen"                | Ian Graham     | Tim Hedrick                   | 27 de junho de 2013 8 de novembro de 2014 3 de outubro de 2014 (online) 8 de julho de 2015              | 203    |
| Após recrutarem o primeiro dominador de ar, um garoto órfão chamado Kai, Korra e seus companheiros seguem em direção à Ba sing Se em busca de novos dominadores. Ao chegarem à cidade, são recebidos por um oficial do governo que os orienta como proceder diante de Sua Majestade. A rainha da Terra, uma excêntrica monarca, recebe a Avatar dizendo-se disposta a ajudá-la em sua busca. Em troca, Korra terá de oferecer seu apoio para controlar os bárbaros que estão atacando as aldeias do Reino da Terra e roubando os impostos da coroa. Kai, o garoto dominador de ar, desaparece. Mako e Bolin saem a sua procura, porém não conseguem trazê-lo de volta. Por engano, os irmãos chegam à outra parte da cidade onde são reconhecidos por parentes. Enquanto isso, o Chefe Tonraq e o Senhor Zuko, acompanhados pelos gêmeos Eska e Desna visitam uma prisão de Segurança Máxima nos domínios da Tribo da Água do Norte. Após cumprir a missão que lhe fora entregue pela rainha, Korra regressa ao palácio, mas Sua Majestade não parece mais disposta a cooperar com o Avatar. |                  |                                                      |                |                               | |        |
| 30 | 4                | "Em Perigo / In Harm's Way"                          | Melchior Zwyer | Joshua Hamilton               | 11 de julho de 2013 9 de novembro de 2014 4 de outubro de 2014 (online) 9 de julho de 2015              | 204    |
| Senhor Zuko e Chefe Tonraq tentam impedir que Zaheer e seus companheiros resgatem o último membro da gangue na Prisão do Norte. Em Ba Sing Se, Mako e Bolin retornam a Parte Alta e informam ao Avatar sobre os planos da rainha. Na tentativa de retirá-los da cidade, Sua Majestade fornece a Korra e seus amigos a falsa localização dos dominadores de ar, porém o grupo não está disposto a sair sem antes encontrá-los. Enquanto isso, Kai é mantido pelo Dai Li em um local secreto, onde está sendo treinado como soldado a serviço do Reino da Terra. Jinora utiliza suas habilidades espirituais para encontrá-lo. Lin surpreende o grupo ao aparecer em Ba Sing Se pedindo que o Avatar deixe a cidade imediatamente. Mesmo ciente do perigo, Korra se nega a sair sem antes por em prática a plano de fuga que libertará os mestres do ar. Quando finalmente conseguem escapar da base de treinamento, o grupo de dominadores é surpreendido pelo Dai Li e pela Rainha da Terra que declara Korra inimiga de seu Reino.                                                          |                  |                                                      |                |                               | |        |
| 31 | 5                | "O Clã do Metal / The Metal Clan"                    | Colin Heck     | Michael Dante DiMartino       | 11 de junho de 2013 15 de novembro de 2014 5 de outubro de 2014 (online) 10 de julho de 2015            | 205    |
| Tenzin segue viagem em direção ao Templo do Ar do norte, enquanto Korra e seus amigos vão à busca de mais um mestre do Ar. Desta vez o destino é Sao Fu, uma moderna cidade onde vive o clã de metal. Por algum motivo, Chefe Beifong mostra-se resistente em visitar a cidade, pedindo a Korra que esta não mencione sobre sua presença. Ao chegarem são recebidos por Su Jin, a matriarca da cidade e também mãe de Opal, a adorável garota dominadora de ar que estão procurando. Quando Su Jin descobre que Lin está viajando com o grupo, esta se revela meia irmã da Oficial e pede para encontrá-la, porém Lin não demonstra qualquer interesse em estreitar relações com a irmã e sua família. Na Ilha do Templo de Ar, Zaheer se infiltra entre os novos dominadores com o objetivo de obter informações sobre o paradeiro do Avatar, porém Kya logo descobre sua verdadeira identidade. Eles travam uma luta, mas o criminoso consegue escapar. |                  |                                                      |                |                               | |        |
| 32 | 6                | "Velhas Feridas / Old Wounds"                        | Ian Graham     | Katie Mattila                 | 18 de julho de 2013 16 de novembro de 2014 6 de outubro de 2014 (online) 13 de julho de 2015            | 206    |
| Lin Beifong precisa aprender a lidar com o seu passado. |                  |                                                      |                |                               | |        |
| 33 | 7                | "Autênticos Dominadores de Ar / Original Airbenders" | Melchior Zwyer | Tim Hedrick                   | 18 de julho de 2013 22 de novembro de 2014 7 de outubro de 2014 (online) 14 de julho de 2015            | 207    |
| Tendo que lidar com as más atitudes de Bumi, Tenzin tenta treinar os novos aprendizes Nômades do Ar. |                  |                                                      |                |                               | |        |
| 34 | 8                | "O Terror Interno / The Terror Within"               | Colin Heck     | Joshua Hamilton               | 25 de julho de 2013 23 de novembro de 2014 8 de outubro de 2014 (online) 15 de julho de 2015            | 208    |
| A Lótus Vermelha invade Sao Fu e sequestram Korra, mas tudo foi em vão. A equipe Avatar descobre um traidor do Clã facilitou a entrada da Lótus Vermelha na cidade. |                  |                                                      |                |                               | |        |
| 35 | 9                | "A Emboscada Policial / The Stakeout"                | Ian Graham     | Michael Dante DiMartino       | 1 de agosto de 2013 (online) 29 de novembro de 2014 9 de outubro de 2014 (online) 16 de julho de 2015   | 209    |
| A Equipe Avatar vai em busca do traidor que está se escondendo em um vilarejo. Korra se encontra com Zaheer no mundo espiritual. |                  |                                                      |                |                               | |        |
| 36 | 10               | "Vida Longa à Rainha / Long Live the Queen"          | Melchior Zwyer | Tim Hedrick                   | 8 de agosto de 2013 (online) 30 de novembro de 2014 10 de outubro de 2014 (online) 17 de julho de 2015  | 210    |
| Enquanto Asami e Korra tentam escapar das mãos dos guardas da rainha a Lótus Vermelha chega a Ba Sing Se com um único objetivo: capturar o avatar, mas as coisas acabam não saindo como o esperado e Zaheer toma uma atitude de grandes proporções. |                  |                                                      |                |                               | |        |
| 37 | 11               | "O Ultimato / The Ultimatum"                         | Colin Heck     | Joshua Hamilton               | 15 de agosto de 2013 (online) 6 de dezembro de 2014 11 de outubro de 2014 (online) 20 de julho de 2015  | 211    |
| A Lótus Vermelha destronou a Rainha, e o caos foi instaurado. Mako e Bolin que foram capturados por eles, são libertados por Zaheer, que lhes da um ultimato que deve ser entregue a Avatar. |                  |                                                      |                |                               | |        |
| 38 | 12               | "Entrar no Vazio / Enter the Void"                   | Ian Graham     | Michael Dante DiMartino       | 22 de agosto de 2013 (online) 7 de dezembro de 2014 12 de outubro de 2014 (online) 21 de julho de 2015  | 212    |
| Zaheer esta cansado de ir atrás da Avatar, e envia um ultimato por meio de Mako e Bolin. Korra deve se entregar a Lótus Vermelha, caso contrário, eles destruirão os Nômades do Ar. A equipe Avatar se divide. Mako, Asami e Bolin vão ao Templo de Ar do Norte para resgatar os nômades, mas caem em uma emboscada. As irmãs Beifong conseguem vencer a Mulher Combustão de uma vez por todas. Tenzin é salvo, e Bolin descobre que pode dobrar a lava. O Templo de Ar do Norte é destruído. Korra se entrega a Zaheer, mas ele a vence. Zaheer consegue voar. |                  |                                                      |                |                               | |        |
| 39 | 13               | "Veneno da Lótus Vermelha / Venom of the Red Lotus"  | Melchior Zwyer | Tim Hedrick & Joshua Hamilton | 22 de agosto de 2013 (online) 13 de dezembro de 2014 13 de outubro de 2014 (online) 22 de julho de 2015 | 213    |
| A Lótus Vermelha captura a Avatar Korra, lhe aplica um veneno que a faz entrar no Estado Avatar. Korra começa a utilizar a dominação dos elementos, mesmo estando acorrentada contra a Lótus Vermelha, causando espanto de todos. Mako e Bolin encontram Korra, e Zaheer foge. Ainda em estado Avatar, Korra vai em busca de Zaheer e ambos entram em um grande duelo voando pelo céu. Jinora junto com os outros dobradores de ar se unem para prenderem Zaheer em um furação. Korra perde as forças e cai no chão. Zaheer é preso com a dobra de terra pelas irmãs Beifong. Su Jin Beifong usa a dobra de metal para retirar o veneno da Avatar. Duas semanas depois Korra aparece presa em uma cadeira de rodas, ainda se reabilitando do confronto. Um linda cerimonia é realizada para Jinora na qual ganha suas tatuagens, ficando muito parecida com o Avatar Aang. |                  |                                                      |                |                               | |        |

### Livro 4 - Equilíbrio (2014)
O livro 4 tem um total de 13 episódios e data de estreia definida para Outubro de 2014.
| Nº na série | No. na temporada | Título                                               | Direção                 | Roteiro                                      | Lançamento                                                               | Código |
| --- | ---------------- | ---------------------------------------------------- | ----------------------- | -------------------------------------------- | ------------------------------------------------------------------------ | ------ |
| 40 | 1                | "Depois de todos estes anos / After all these years" | Colin Heck              | Joshua Hamilton                              | 3 de outubro de 2014 (online) 2 de maio de 2015 23 de julho de 2015      | 214    |
| Mostra como a cidade República ficou depois de três anos, Asami ajudando na construção de trens que ligam cidade República e o reino da Terra. Mako está trabalhando como guarda costa do príncipe do Reino da Terra. Kai e Opal ajudam alguns moradores de um vilarejo. Bolin está trabalhando junto com Kuvira para reconstruir o reino da Terra, quando encontram Kai e Opal e os moradores do vilarejo, Kuvira oferece ajuda em troca de algumas condições. Quando todos se reúnem na Ilha do templo do ar, descobre-se que Korra desapareceu há 6 meses e não dá noticias a ninguém. E finalmente Korra aparece com um novo visual, lutando em um torneio clandestino de dominadores de terra. |                  |                                                      |                         |                                              |                                                                          |        |
| 41 | 2                | "Korra Sozinha / Korra Alone"                        | Ian Graham              | Michael Dante DiMartino                      | 10 de outubro de 2014 (online) 2 de maio de 2015 24 de julho de 2015     | 215    |
| Mostra como foram os de três anos de reabilitação da Korra, com ajuda de Katara para recuperar os seus movimentos, a decisão de deixar a tribo água do sul e a outros lugares inesperados até encontrar Toph. |                  |                                                      |                         |                                              |                                                                          |        |
| 42 | 3                | "A Coroação/The Coronation"                          | Melchior Zwyer          | Tim Hedrick                                  | 17 de outubro de 2014 (online) 8 de maio de 2015 27 de julho de 2015     | 216    |
| 43 | 4                | "O Chamado/The Calling"                              | Colin Heck              | Katie Mattila                                | 24 de outubro de 2014 (online) 8 de maio de 2015 28 de julho de 2015     | 217    |
| 44 | 5                | "Inimigos nas Portas/Enemy at the gates"             | Iam Graham              | Joshua Hamilton                              | 31 de outubro de 2014 (online) 16 de maio de 2015 29 de julho de 2015    | 218    |
| 45 | 6                | "A Batalha de Zaofu/Battle of Zaofu"                 | Melchior Zwyer          | Tim Hedrick                                  | 7 de novembro de 2014 (online) 16 de maio de 2015 30 de julho de 2015    | 219    |
| 46 | 7                | "Reunião/Reunion"                                    | Colin Heck              | Michael Dante DiMartino                      | 14 de novembro de 2014 (online) 23 de maio de 2015 31 de julho de 2015   | 220    |
| 47 | 8                | "Recordações/Remembrances"                           | Michael Dante DiMartino | Joshua Hamilton, Katie Mattila & Tim Hedrick | 21 de novembro de 2014 (online) 23 de maio de 2015 3 de agosto de 2015   | 221    |
| 48 | 9                | "Além da Selva/Beyond the wilds"                     | Ian Graham              | Joshua Hamilton                              | novembro de 2014 (online) 30 de maio de 2015 4 de agosto de 2015         | 222    |
| 49 | 10               | "Operação Beifond/Operation Beifond"                 | Melchior Zwyer          | Tim Hedrick                                  | 5 de dezembro de 2014 (online) 31 de maio de 2015 5 de agosto de 2015    | 223    |
| 50 | 11               | "A Estrategia de Kuvira/Kuvira's Gambit"             | Colin Heck              | Joshua Hamilton                              | 12 de dezembro de 2014 (online) 6 de junho de 2015 6 de agosto de 2015   | 224    |
| 51 | 12               | "O Dia do Colosso/Day of the Colossus"               | Ian Graham              | Tim Hedrick                                  | 19 de dezembro de 2014 (online) 7 de junho de 2015 7 de agosto de 2015   | 225    |
| 52 | 13               | "A Ultima Batalha/The Last Stand"                    | Melchior Zwyer          | Michael Dante DiMartino                      | 19 de dezembro de 2014 (online) 13 de junho de 2015 10 de agosto de 2015 | 226    |